# Ecma International
Ecma International (ang. European Association for Standardizing Information and Communication Systems; dawniej ang. European Computer Manufacturers Association) – stowarzyszenie, które powstało w 1961 roku, by ustandaryzować systemy informatyczne w Europie. Członkami ECMA są firmy produkujące, sprzedające lub rozwijające systemy informatyczne i telekomunikacyjne w Europie.
Nazwa „Ecma International” została przyjęta w 1994 r. dla odróżnienia tej organizacji od Europejskiego Stowarzyszenia Producentów Opakowań z Kartonu (European Carton Makers Association, ECMA). Siedzibą organizacji jest Genewa w Szwajcarii.
Wśród języków programowania ustandaryzowanych przez ECMA warto wymienić:
- ECMAScript (zob. też JavaScript)
- C#
- Eiffel